# Ligier JS P2
Ligier JS P2 – samochód wyścigowy zaprojektowany i skonstruowany przez Onroak Automotive, wyprodukowany pod marką Ligier w wyniku porozumienia Onroak i Guya Ligiera. Samochód został zbudowany w zgodzie z przepisami LMP2 i zadebiutował podczas 24h Le Mans 2014.

## Rozwój
Początkowo Onroak planował rozwój samochodu w kategorii LMP1, ale porzucił te plany i skoncentrował się na kategorii LMP2. Samochód został przystosowany do korzystania z silników używanych w kategorii LMP2 – Nissan, Judd (V8) i Honda (V6 turbo).

## JS P2 w wyścigach
Testy modelu rozpoczęły się w marcu 2014 roku. Oficjalny debiut przypadł na 24h Le Mans 2014. Był to także pierwszy start samochodu Ligier w tym wyścigu od 1975 roku, kiedy to JS2 zajął drugie miejsce. Wystartowały wówczas trzy egzemplarze, z czego dwa wystawił OAK, a jeden – TDS Racing. Samochód TDS zdobył w swojej klasie pole position i drugie miejsce w wyścigu.